# Sigiranno
Sigiranno (Berry, ... – Longoret, 655) è stato un abate francese. È venerato come Santo dalle chiese cattolica e ortodossa.

## Biografia
Nato nel Berry in una famiglia aristocratica, dopo gli studi a Tours Sigiranno si unì alla corte reale di Clotario II. Suo padre, conte di Bourges (e poi vescovo di Tours), avrebbe voluto che Sigiranno sposasse la figlia di un nobile. Rifiutandosi di sposarsi, Sigiranno prese gli ordini sacri presso la chiesa di San Martino a Tours nel 625, servendo come arcidiacono a Tours. Rifiutò di ottenere una posizione di prestigio nel mondo secolare e, dopo la morte di suo padre, diede i suoi beni e il denaro ai poveri. Nel 640 fece un pellegrinaggio a Roma con Flavio, un vescovo irlandese. Secondo un racconto, mentre attraversavano la diocesi di Tours, Sigiranno volle lavorare nei campi con i servi, "preso da compassione per i contadini coperti di polvere e sudore". Quando Sigiranno tornò in Francia, fondò due monasteri sulla terra donatagli da Clotario nella diocesi di Bourges: Saint-Pierre de Longoret (Longoretum, Lonrey) e Méobecq (Millepecus), nella foresta della regione di Brenne. Longoret è stato successivamente ribattezzato Saint-Michel-en-Brenne. Fu abate di Longoret fino alla sua morte nel 655

## Venerazione
Una vita di Sigiranno fu scritta nel nono o nel decimo secolo; l'autore di questa vita afferma di averla compilata basandosi su un testo precedente. Le reliquie di Sigiranno furono conservate nell'abbazia di Saint-Cyran fino al 1860, quando Eugénie de Montijo, consorte di Napoleone III, le racchiuse in un reliquiario e le consegnò alla chiesa di Saint-Michel-en-Brenne.